# Province de Bắc Giang
Bắc Giang est une province de la région Nord-est du Viêt Nam située dans la région du Đông Bắc

## Administration
La Province de Bắc Giang est formée d'une municipalité Bắc Giang est de 9 districts: 
1. District de Hiệp Hòa
2. District de Lạng Giang
3. District de Lục Nam
4. District de Lục Ngạn
5. District de Sơn Động
6. District de Tân Yên
7. District de Việt Yên
8. District de Yên Dũng
9. District de Yên Thế

## Source
1. ↑  (en) « Population and population density in 2008 by province », General Statistics Office of Vietnam (consulté le 10 septembre 2014)
2. ↑  « Number of administrative units as of 31 December 2008 by province », General Statistics Office of the Government of Vietnam (consulté le 23 juin 2010)